# Hộ chiếu thú cưng
Hộ chiếu thú cưng (Pet passport) là một một loại giấy thông hành cho phép vật nuôi là thú cưng để di chuyển giữa các quốc gia thành viên với nhau mà không cần làm giấy hay thủ tục kiểm dịch. Loại giấy tờ này được bắt nguồn từ hệ thống Pet Travel Scheme. Trong Pet Passport ghi lại thông tin cụ thể của từng cá thể thú cưng. Qua đó, đơn giản hóa được công tác vận chuyển giữa các nước thành viên với nhau. Thông thường, Pet Passport là một quyển sổ nhỏ màu xanh, tại vài quốc gia khác nhau nó lại là một tờ giấy A4 màu hồng. Pet Passport (hộ chiếu thú cưng) thực chất là giấy chứng nhận kiểm dịch động vật được phép vận chuyển giữa các nước
Ngày nay, nhiều người không ngại ngần móc hầu bao, chi cho những thủ tục vận chuyển thú cưng xuất ngoại với mức giá cao, để mang vật nuôi theo các chuyến xuất ngoại dài ngày, nhiều người thường lựa chọn giải pháp vận chuyển bằng đường hàng không nên chi phí khá cao. Tuy nhiên, chi phí vận chuyển chỉ là một phần mà các khâu làm thủ tục theo đúng quy định vận chuyển của các hãng hàng không, chi phí đắt đỏ nhất phải kể đến dịch vụ làm thủ tục vận chuyển xuất cảnh cho vật nuôi đi cùng thân chủ một cách an toàn. "Dịch vụ này chúng tôi thường gọi là làm "visa" cho thú cưng xuất ngoại" Tại châu Âu, chó, mèo hay thậm chí là chồn có thể đi khắp EU nhờ vào chương trình hộ chiếu thú cưng có từ năm 2000 ở Việt Nam hộ chiếu này vẫn chưa được sử dụng nên nó khồng hề mang lại thứ gọi là đặc quyền riêng dành cho thú cưng.

## Yêu cầu
Mỗi quốc gia đều có những yêu cầu khác nhau về thủ tục. Tuy nhiên, vẫn có những điểm chung như phải Gắn chip điện tử dưới da của vật nuôi. Điều này giúp kiểm soát được con vật một cách chặt chẽ nhất. Giấy chứng nhận ngừa dại. Thường giấy này phải có trước vài tháng trước khi làm thủ tục xin hộ chiếu của thú cưng. Hoặc nếu với thú cưng đã được tiêm ngừa từ lâu trước, chúng phải được kiểm tra bằng cách xét nghiệm huyết thanh. Những thủ tục này phải do một bác sỹ thú y có bằng chứng nhận thực hiện. Tại một số nước, con vật còn được trị ve, bọ chét, tẩy giun. Điều này để đảm bảo an toàn cho hành khách cũng như các loài vật khác chung khoang không bị lây nhiễm. Thông tin được ghi trong hộ chiếu của thú cưng thường bao gồm: Tên gọi và biệt danh của con vật. Ngày tháng năm sinh, nơi sinh, giới tính con vật. Số của chíp điện tử. Ngày gắn chíp vào con vật. Vị trí đặt chíp trong cơ thể con vật.

## Các nước

### Châu Âu
Ở Anh (United Kingdom) có quy định chó phải được điều trị sán dây. Việc điều trị sán dây phải diễn ra trong vòng 24 – 120 giờ trước khi nhập cảnh vào Vương quốc Anh. Không được để chó mèo trong khoang hành khách hoặc khoang hành lý. Tuy nhiên, khi xuất cảnh khỏi Anh họ lại không cấm vấn đề này mà tùy thuộc vào hãng máy bay có quy định hay không. Việc xuất nhập cảnh của thú cưng giữa Anh và 27 quốc gia thành viên khác của EU yêu cầu ba loại giấy tờ gồm: hộ chiếu, giấy chứng nhận gắn vi mạch và chứng nhận đã tiêm vaccine phòng dại.
Hộ chiếu này sẽ có giá trị trong vòng 3 năm. Tuy nhiên, nếu Anh Brexit mà không có thỏa thuận, việc chuẩn bị giấy tờ xuất nhập cảnh cho thú cưng dự đoán sẽ mất 4 tháng. Ngoài ba loại giấy tờ trên, Anh còn yêu cầu phải cung cấp giấy xét nghiệm máu sau 30 ngày tiêm vaccine và sau khi được thông qua thì phải chờ thêm 3 tháng mới có thể đi lại. Năm 2018, hơn 330.000 con chó, mèo và chồn nhập cảnh nước Anh từ các nước EU khác, ngược lại, khoảng 250.000 thú cưng từ Anh đã được xuất cảnh.
Ở Nga, thì có các mẫu giấy tờ cần thiết cần chuẩn bị để vận chuyển chó mèo ra khỏi lãnh thổ nước Nga gồm: Hộ chiếu được cấp bằng một trong các thứ tiếng Châu Âu. Trong hộ chiếu phải có: Ít nhất 2 chứng nhận tiêm chủng bệnh dịch hạch, bệnh Parvovirus. Hoặc vacxin nhiều chủng. Ít nhất 1 chứng nhận tiêm chủng bệnh dại. Chứng nhận tiêm chủng phải được làm không sớm hơn 30 ngày. Và không muộn hơn 1 năm trước ngày khởi hành. Trong hộ chiếu bắt buộc phải có dán nhãn hiệu thuốc tiêm và số Vacxin. Trên nhãn hiệu bắt buộc phải có đóng dấu của cơ quan thú y và ghi chú về ngày tháng tiêm phòng.
Ở cột bên phải hộ chiếu phải có chữ ký và con dấu của bác sĩ thú y chịu trách nhiệm cho chó mèo muốn vận chuyển. Giấy tờ này được cấp bởi Hiệp hội thú y liên bang Nga. Bắt buộc phải có để khai báo hải quan. Chuẩn bị các loại giấy tờ cần thiết liên quan đến việc chuyên chở chó cảnh như: giấy phép xuất, nhập, quá cảnh. Giấy chứng nhận kiểm dịch, giấy chứng nhận tiêm phòng dịch. Chuẩn bị lồng, balo nhốt có đáy chống thấm nước, thức ăn vật dụng cần thiết. Khi đã đủ các giấy tờ, chủ nhân cần tới để điền đủ thông tin và đợi nhân viên trả lời là có chấp nhận hay không. Hàng khách buộc phải chấp nhận mọi rủi ro về thương tật, bệnh hay tử vong trong suốt quá trình vận chuyển. 

### Châu Á
Ở Nhật Bản thì cho dù đã có Pet Passport từ các nước thành viên nhưng nếu vận chuyển thú cưng vào Nhật vẫn phải tuân thủ các quy định riêng (Không bao gồm Úc, Iceland, New Zealand bởi các quốc gia này là khu vực không có bệnh dại). Nếu vận chuyển thú cưng ra khỏi Nhật Bản thì bạn sẽ phải mất từ 6 tháng đến 1 năm để có thể được nhập cảnh lại. Tại Nhật, chó và mèo bắt buộc phải gắn chip điện tử. Thú cưng phải tiêm 2 mũi ngừa dại và xét nghiệm máu 6 tháng trước khi vào Nhật. Phòng khám thú y thực hiện 2 dịch vụ này phải được chỉ định riêng với những tiêu chí nghiêm ngặt. Muốn đưa thú cưng ra khỏi Nhật Bản thì phải chứng minh thú cưng của mình đã được tiêm ngừa, tiêm vắc-xin, có chip điện tử. Những người sẽ kiểm tra thú cưng được chính phủ chỉ định.
Ở Các Tiểu vương quốc Ả Rập Thống nhất (UAE) thì phải đến những cơ sở hay bệnh viện thú y đáng tin cậy tại địa phương hay khu vực đang ở để được bác sĩ thú y xác nhận rằng thú cưng có sức khỏe tốt hay không, có mắc bệnh dại hay không vầ đã đủ tiêu chuẩn sức khỏe để du lịch hay chưa. Giấy này cần được bác sỹ đóng dấu mộc và ký tên đầy đủ. Điều lưu ý là chứng nhận này chỉ có giá trị một tháng kể từ ngày cấp. Giấy chứng nhận tiêm chủng phải được đóng dấu bởi bác sỹ thú y và ghi cụ thể việc tiêm phòng bệnh dại hiện tại, bao gồm nhà sản xuất vắc-xin, số lô và thời hạn sử dụng.
Tất cả những chú chó trên 4 tháng tuổi phải được tiêm phòng, không ít hơn một tháng và không quá 1 năm trước khi đến Dubai. Các loại vắc-xin bắt buộc cho chó bao gồm bệnh dại, virus gây bệnh ở chó (CDV), bệnh parvo, viêm gan truyền nhiễm và vắc-xin chống khuẩn da vàng. Mặt khác, mèo cũng phải được tiêm vắc-xin phòng bệnh dại, giảm bạch cầu ở mèo (FPV), viêm mũi họng (FHV-1) và virus calicillin. Giấy chứng nhận này cũng có hiệu lực chỉ trong một tháng kể từ ngày cấp. Tất cả các vật nuôi được đưa đến Dubai đều phải được cấy vi mạch, và số vi mạch sẽ được quản lý trên tất cả các tài liệu.
Tại Việt Nam, không có kiểm dịch vật nuôi nhưng vật nuôi của khách hàng phải đáp ứng các yêu cầu sau: Chó hoặc mèo phải được chích ngừa bệnh dại từ 30 ngày đến 12 tháng trước khi nhập cảnh vào một quốc gia. Một bản sao hồ sơ bệnh dại có công chứng. Giấy chứng nhận sức khỏe USDA (The USA), CFIA (CANADA) hoặc của thú y từ DEFRA Anh hoặc EU. Giấy phép nhập cảnh cho phép tại nơi đến (Phải áp dụng trước khi đến Việt Nam để tránh trì hoãn và giữ vật nuôi quá lâu tại nơi đến). Điều này tạo nên bộ hộ chiếu và visa cho thú cưng để vào Việt Nam. Có giấy chứng nhận thú y và được bác sĩ thú y công nhận rằng các thú cưng khỏe mạnh và không bị ký sinh trùng lây truyền sang người.
Sau đó, đính kèm Hồ sơ tiêm chủng của thú cưng vào Giấy chứng nhận thú y. Hồ sơ tiêm chủng của thú cưng là một hồ sơ bao gồm tất cả các tiêm chủng cho vật nuôi, bao gồm cả thông tin về tên, sản xuất và số lô vắc-xin, chưa kể đến ngày tiêm phòng vắc xin và hết hạn, nếu có. Trừ việc tiêm phòng bệnh dại ra thì các loại vắc-xin khác là không bắt buộc. Khi đến Việt Nam, phải xuất trình giấy chứng nhận thú y và hồ sơ tiêm chủng của thú cưng cho nhân viên chuyên trách nhập cảnh sau khi vật nuôi ở vị trí đã kiểm tra hành lý của chủ nhân. Sau khi kiểm tra hồ sơ, sẽ cho chủ nhân và vật nuôi rời khỏi sân bay.